# Sela pri Šumberku
Sela pri Šumberku je naselje u slovenskoj Općini Trebnju. Sela pri Šumberku se nalazi u pokrajini Dolenjskoj i statističkoj regiji Jugoistočnoj Sloveniji. 

## Stanovništvo
Prema popisu stanovništva iz 2002. godine naselje je imalo 100 stanovnika.